# بوبليتي (سيوداد ريال)
بلدية بوبليتي (بالإسبانية: Poblete)‏، هي إحدى بلديات مقاطعة سيوداد ريال إحدى مقاطعات إسبانيا، والتي تقع في منطقة قشتالة لا منتشا وسط إسبانيا.
يبلغ عدد سكانها 1.386 نسمة وفقاً لإحصائية سنة (2007).